# 彭小國
彭小國（1964年11月—），男，湖北武汉人，中华人民共和国军队政治工作者。中共黨員，助理消防總監銜、武警少將軍階。现任国家森林草原防灭火指挥部办公室主任、应急管理部党委委员。曾任武警森林指挥部参谋长，国家森防办常务副主任、应急管理部森林消防局副局长兼火灾防治管理司司长兼国家林业和草原局副局长等职。

## 生平
1980年11月入伍，在北京军区服役。1996年毕业于解放军第二炮兵指挥学院军队政治工作专业。1997年调入武警部队司令部任职。2000年至2002年，在中国人民解放军军事科学院研究生课程进修班军队管理专业在职学习。2012年12月，出任武警森林指挥部参谋长。2013年12月，晋升为武警少将警衔。2018年3月国务院机构改革后，继续担任应急管理部森林消防局参谋长。2018年11月，被国务院授予助理总监消防救援衔。2019年7月，任应急管理部火灾防治管理司司长。2019年9月11日，任国家森林草原防灭火指挥部办公室常务副主任，负责办公室日常工作。2019年11月，任应急管理部森林消防局副局长、党委委员。
2023年1月23日，任国家林业和草原局（国家公园管理局）副局长。2023年7曰，出任中共应急管理部党委委员。2023年12月，任国家森林草原防灭火指挥部办公室主任。
2024年12月10日，不再担任国家林草局副局长。